# Anastasi II d'Antioquia
Anastasi II d'Antioquia anomenat el "Sinaïta" (en llatí Anastasius, en grec antic Ἀναστάσιος) va ser patriarca d'Antioquia l'any 599.
Va succeir a Anastasi I d'Antioquia anomenat igualment el "Sinaïta". Aquest sobrenom el portava per haver estat monjo al Sinaí. Va traduir al grec l'obra de Gregori el Gran "de Cura Pastorali".
Es diu que va morir en un tumult durant un aixecament dels jueus contra l'emperador Flavi Focas l'any 609.